# Коханова, Раиса Николаевна
Раиса Николаевна Коханова (16 (28) декабря 1906, Санкт-Петербург — 1992) — архитектор, работавшая в Ленинграде.

## Биография
Раиса Николаевна Коханова родилась 16 (28) декабря 1906 года в Санкт-Петербурге, в Эртелевом переулке, дом 3. Отец — генерал-майор, военный инженер-фортификатор (с 1917 г.) Николай Иванович Коханов (1875—1931), мать — Александра Орестовна, урожденная Еремеева, дочь помещика Лужского уезда. В 1929 году вышла замуж за инженера-конструктора Алексея Ивановича Кикина (1899—1976), с которым работала в одной проектной мастерской.
В 1930 году окончила Ленинградский институт инженеров коммунального строительства со званием инженер-архитектор. В 1934 году вступила в Союз архитекторов СССР.
Работала в Ленинграде. Занималась строительством трамвайных подстанций и жилых домов. Во время блокады оформляла парткабинеты, агитпункты, и заводские клубы в Парголово и Ленинграде. Занималась охраной памятников архитектуры от бомбёжки. Награждена медалью «За оборону Ленинграда». После Великой Отечественной войны принимала активное участие в реставрации зданий города.
В 1943—1960 годах работала в ГСПИ-2, ГСПИ-4 и проектном бюро Минздрава. Среди реализованных проектов — судостроительный завод (в соавторстве), 77-й квартал Ангарска (1952—1960), жилые дома в посёлке Ново-Горький (1953—1960), застройка Кривого Рога (1954—1960).
В 1961 году вышла на пенсию. Умерла в Москве в 1992 или 1993 году в возрасте 86 лет. Похоронена в Санкт-Петербурге на Большеохтинском кладбище.

## Постройки
Раиса Коханова специализировалась на проектировании тяговых электрических подстанций. Стиль Кохановой, при отсутствии каких бы то ни было традиционных деталей, художественно очень выразителен. Архитектура зданий носит ярко выраженный конструктивистский характер.
Некоторые исследователи приписывают Р. Н. Кохановой авторство проектов зданий Тяговой подстанции № 11 «Комсомольская» на Фонтанке, д. 3, лит. А (построена в 1931—1932 гг.) и Тяговой подстанции № 12 «Лесновская» на проспекте Энгельса, д. 11 (построена в 1931—1933 гг.).
Однако этот факт вызывает большие сомнения, так как во время разработки проектов этих зданий Раиса Коханова была ещё студенткой.
Также ей приписывается авторство проектов других подстанций:
- Подстанция № 13 «Гребецкая» Волховской ГЭС (Пионерская улица, д.7). Построена в 1924 г.
- Тяговая подстанция № 15 «Клинская» (Можайская улица, д. 19). Построена в 1933—1934 гг[7].

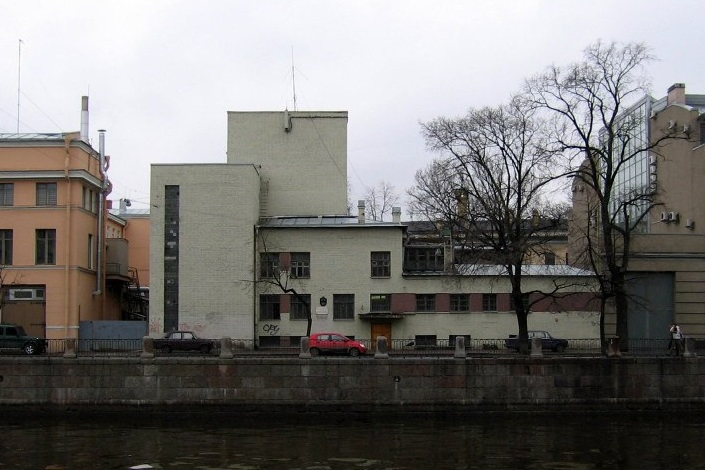
Подстанция № 11 «Центральная»
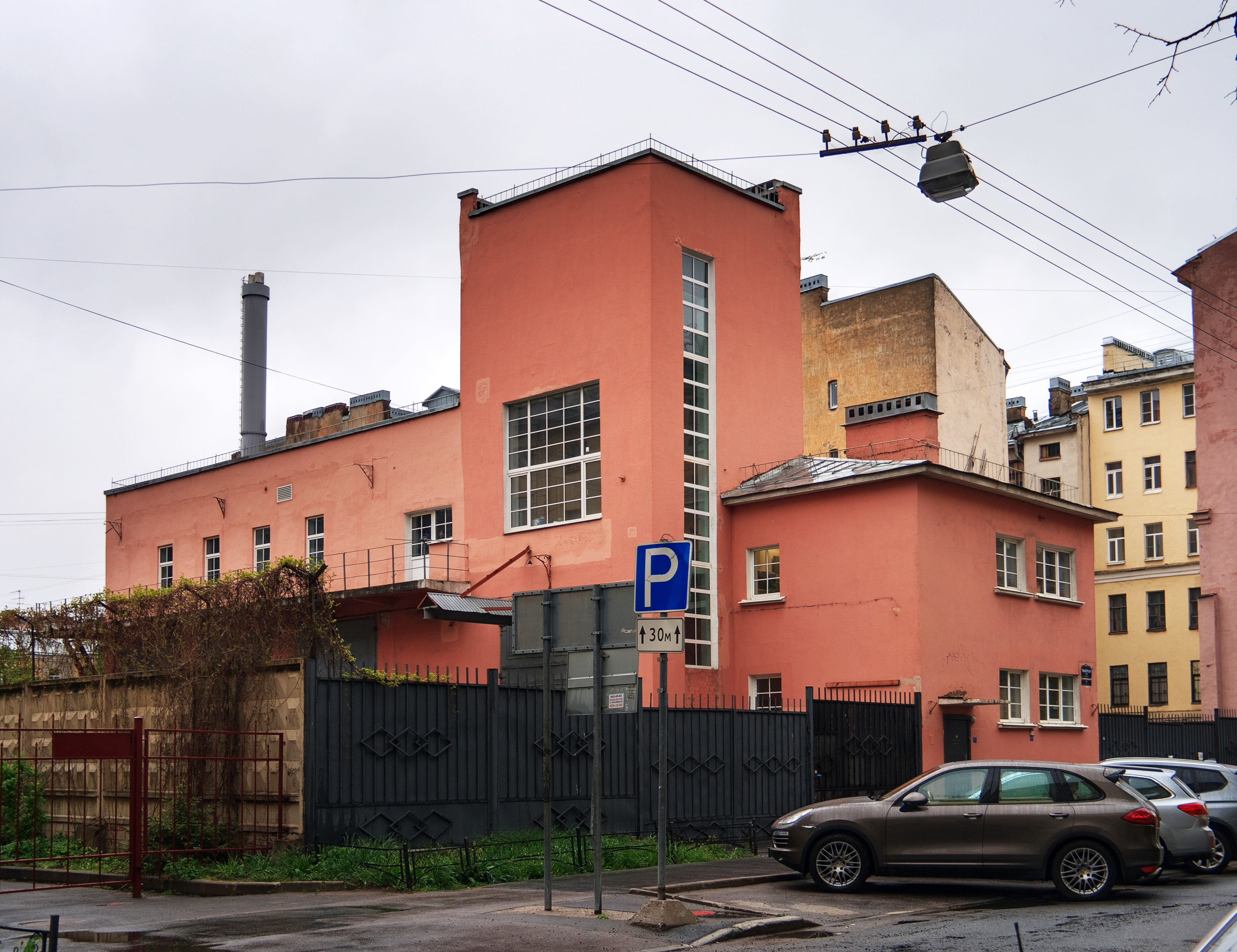
Подстанция № 13 «Гребецкая»
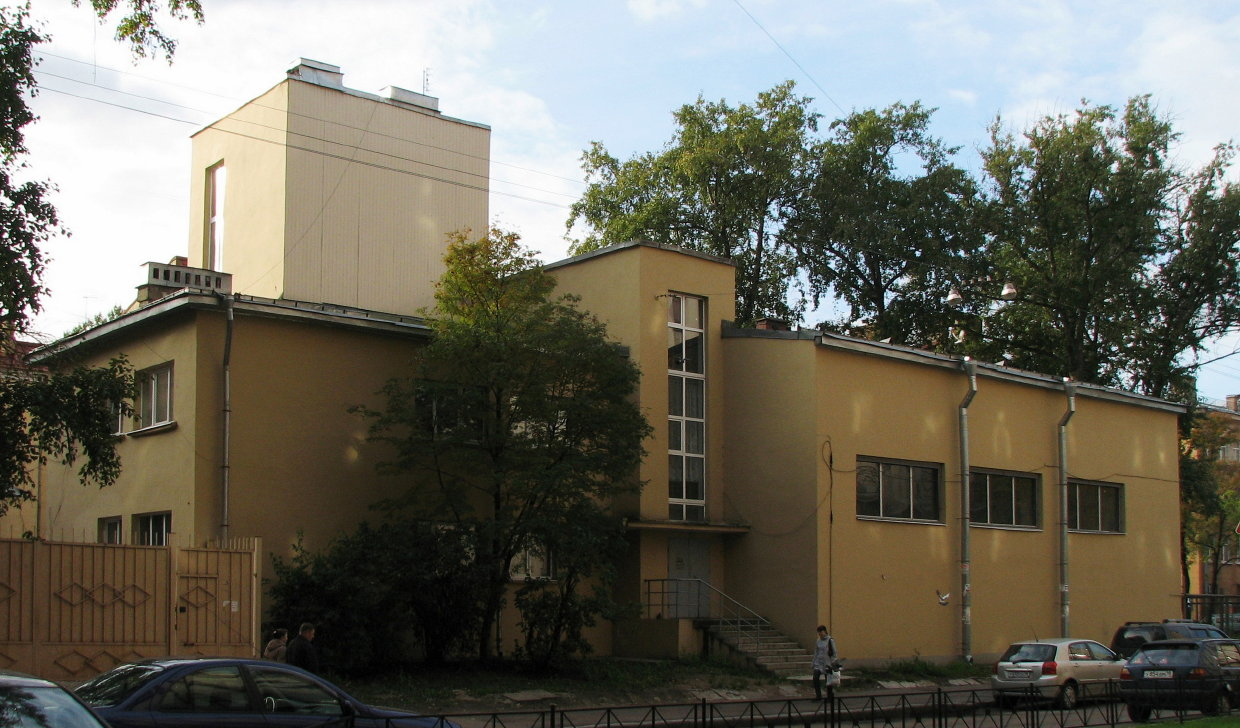
Подстанция № 15 «Клинская»